# Esvres
Esvres é uma comuna francesa na região administrativa do Centro, no departamento Indre-et-Loire. Estende-se por uma área de 35,88 km². Em 2010 a comuna tinha 6 167 habitantes (densidade: 171,9 hab./km²).